# Dissetena esmena de la Constitució dels Estats Units

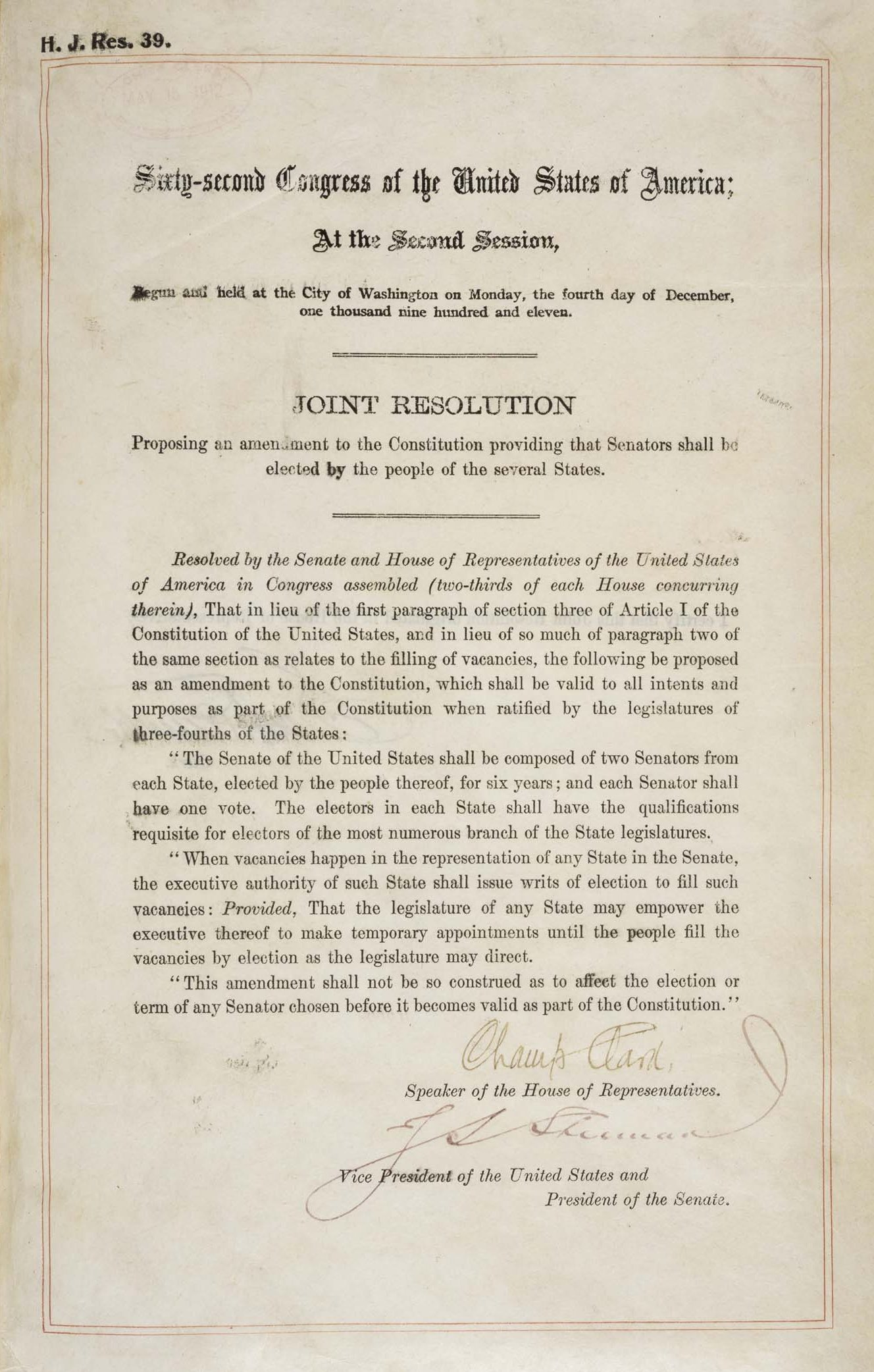
Esmena XVII

La Dissetena esmena (en anglès Seventeenth Amendment) de la Constitució dels Estats Units estableix l'elecció directa del Senat dels Estats Units per votació popular. L'esmena substitueix l'Article I, Secció 3, Clàusules 1 i 2 de la Constitució, sota les quals el Senat era elegit per les legislatures estatals. També altera el mètode de substitució de vacants en el Senat, perquè en sigui consistent amb el mètode d'elecció. L'esmena va ser adoptada a l'abril del 1913.

## Text
El text de la Dissetena esmena a la Constitució dels Estats Units diu així:
| « | (català) El Senat dels Estats Units es compondrà de dos senadors per cada estat, elegits pels seus habitants per sis anys, i cada senador disposarà d'un vot. Els electors de cada estat han de tenir les condicions requerides per als electors de la branca més nombrosa de la legislatura local. Quan hi hagi vacants en la representació de qualsevol estat al Senat, l'autoritat executiva d'aquell expedirà un decret en què convocarà eleccions amb l'objecte de cobrir aquestes vacants, en la intel·ligència que la legislatura de qualsevol estat pot autoritzar el seu executiu a fer un nomenament provisional fins que les vacants se'n cobreixin mitjançant eleccions populars en la manera en què disposi la legislatura. No s'ha d'entendre que aquesta esmena influeix sobre l'elecció o període de qualsevol senador elegit abans que adquireixi validesa com a part integrant de la Constitució. | (anglès) The Senate of the United States shall be composed of two Senators from each State, elected by the people thereof, for six years; and each Senator shall have one vote. The electors in each State shall have the qualifications requisite for electors of the most numerous branch of the State legislatures. When vacancies happen in the representation of any State in the Senate, the executive authority of such State shall issue writs of election to fill such vacancies: Provided, That the legislature of any State may empower the executive thereof to make temporary appointments until the people fill the vacancies by election as the legislature may direct. This amendment shall not be so construed as to affect the election or term of any Senator chosen before it becomes valid as part of the Constitution. | » |